# Colonia San Isidro, Tlaxcala
Colonia San Isidro är en ort i Mexiko.   Den ligger i kommunen Apizaco och delstaten Tlaxcala, i den sydöstra delen av landet, 110 km öster om huvudstaden Mexico City. Colonia San Isidro ligger 2 420 meter över havet och antalet invånare är 2 419.
Terrängen runt Colonia San Isidro är varierad. Runt Colonia San Isidro är det mycket tätbefolkat, med 1 018 invånare per kvadratkilometer. Närmaste större samhälle är Tlaxcala de Xicohtencatl, 13,7 km sydväst om Colonia San Isidro. Trakten runt Colonia San Isidro består till största delen av jordbruksmark.